# حمام القاضي (نابلس)
حمام القاضي هو أحد الحمّامات العثمانية التاريخية في مدينة نابلس ،ويعتبر من المعالم المعمارية البارزة التي تعكس الطابع العثماني في البلدة القديمة.

## التأسيس
أمر القاضي عبد الواحد الخماش ببناء الحمام بين عامي 1834 و1873، لاستعمال زوجته بشكل خاص، ولعامة الناس في المناسبات. بُني الحمام بجوار مسكنه في حارة الياسمينة الواقعة بالبلدة القديمة.

## الوصف المعماري
يتميز الحمّام باتساع قاعة الاستقبال وزخارفها المحلية التي تعكس الطابع المعماري للحمامات العثمانية في مدينة نابلس. يتم الوصول إلى الحمام مباشرة من الشارع العام المعروف بالمصابن عبر مدخل يقع في منتصف الواجهة الشمالية للمبنى، و فتحة مدخل معقودة بعقد نصف دائري بارتفاع 2 م وعرض المتر، تعلوها مداميك حجرية متعددة يرتكز فوقها عقد حجري نصف دائري أكبر حجماً، مما يضيف عمقاً بصرياً على المدخل. يؤدي المدخل مباشرة إلى قاعة الاستقبال المرصوفة بالبلاط الحجري والرخامي، يوجد في وسطها بركة ماء صغيرة. تحيط بالقاعة من الجهتين الغربية والشرقية مصاطب حجرية لجلوس المستحمين. تحمل القاعة أربعة عقود حجرية ضخمة تميل قليلاً نحو الداخل وتستند إلى قبة حجرية دائرية ترتكز على رقبة أسطوانية.

## الاستخدام في العصر الحديث
في سبعينيات القرن العشرين، تحوّل الحمام إلى مصنع حلويات، نتيجة لتغير أنماط الحياة.